# 不列颠哥伦比亚省省长
不列颠哥伦比亚省省长（英語：Premier of British Columbia）是加拿大不列颠哥伦比亚省政府的首長。现任省长为尹大衛。
卑詩於1871年前為一英國殖民地，當時的政府首腦為卑詩總督。1871年卑詩加盟加拿大聯邦後引入西敏議會制，自此政府首腦的功能便轉到省長一職。1903年前卑詩省議會並非採用政黨制，省長由省議員之間互選產生。自此以後，省長一職通常由執政黨的黨魁出任。

## 法律地位
雖然省長為省政府的實際領導人，其統治權需由皇室賦予（在卑詩省由省督代表）。理論上，卑詩省的行政機關應向卑詩省省督負責，並於行政會議之建議及同意下代行一切事務。
事實上，加拿大憲法中並沒有列明省長之職位，按照慣例，省督會邀請省議會中獲得多數支持的政黨領袖組成內閣。

## 职责
省长的职责包括：
- 向省督任免各內閣廳長
- 担任省行政會議的主席以及省政府内阁首長
- 担任省政府的首脑
- 引導政府制定和推行政策
- 在以下各級單位間傳達省政府之優先事項和計劃：
  - 省督及內閣之間
  - 各省政府之間
  - 省政府、聯邦政府及國際政府之間

## 行政會議首長
一般來說，省長會從其政黨中挑選出省議員由省督任命為內閣廳長主理省政府內各部門。內閣廳長負責各政府部門的日常工作，並提出新法或修改現有法律。理論上，省長也可以任命非省議員擔任內閣部長。然而在多數情況下，該被任命者會通過補選進入議會。對內閣的任命通常取決於他們的能力和專業知識，同時也受到地理、性別和種族等政治因素的影響。
廳長的任免完全取決於省長的意願，而省長一旦辭職也等同於引發內閣總辭。

## 历任省长
1903年前，卑詩省仍未發展出政黨政治，因此當時的省長均沒有政黨聯繫，並由各省議員互選產生。當時的候選人會以「政府」、「反對派」、「獨立派」或「獨立反對派」等措辭競選，表明他們各自對現任政權的立場。
在加入加拿大聯邦後，卑詩省歷經37任省長，當中15位為無黨籍，3位來自卑詩保守黨，8位來自卑詩自由黨，4位來自卑詩社會信用黨，7位來自卑詩新民主黨。首任省長為约翰·福斯特·麦克雷特，於1871年正式上任。而任期最短的省長為約瑟夫·馬丁，僅在任106日。而在任時間最長的省長為W·A·C·本納德，執掌省政府長達20年之久。現任省長為尹大衛，於2022年11月18日宣誓就任。
| #  | 肖像 | 姓名 （生卒年）                               | 任期           | 任期           | 選舉授權 （議會屆期） | 政黨 | 政黨                          | 選區                                                                          | 內閣             | 備註  |
| -- | --- | --------------------------------------------- | -------------- | -------------- | --- | ---- | ----------------------------- | ----------------------------------------------------------------------------- | ---------------- | ----- |
| 1  | | 约翰·福斯特·麦克雷特 （1827年-1913年）        | 1871年11月14日 | 1872年12月23日 | 職銜創立 （看守政府） 1871年省選 （第1屆省議會） |      | 無黨藉                        | 域多利市                                                                      |                  |       |
| 2  | | 阿莫尔·德·科斯莫斯 （1825年-1897年）          | 1872年12月23日 | 1874年2月11日  | 獲委任 （第1屆省議會） |      | 無黨藉                        | 域多利                                                                        |                  |       |
| 3  | | 乔治·安东尼·沃克姆 （1834年-1908年）          | 1874年2月11日  | 1876年2月1日   | 獲委任 （第1屆省議會）1875年省選 （第2屆省議會） |      | 無黨藉                        | 卡里布                                                                        |                  |       |
| 4  | | 安德鲁·查尔斯·埃利奥特 （1829年-1889年）      | 1876年2月1日   | 1878年6月25日  | 獲委任 （第2屆省議會） |      | 無黨藉                        | 域多利市                                                                      |                  |       |
| 5  | | 乔治·安东尼·沃克姆 （1834年-1908年）          | 1878年6月25日  | 1882年6月13日  | 1878年省選 （第3屆省議會） |      | 無黨藉                        | 卡里布                                                                        |                  |       |
| 6  | | 羅伯特·比文 （1836年-1920年）                 | 1882年6月13日  | 1883年1月29日  | 1882年省選 （第4屆省議會） |      | 無黨藉                        | 域多利市                                                                      |                  |       |
| 7  | | 威廉·史密夫 （1842年-1887年）                 | 1883年1月29日  | 1887年3月28日  | 獲委任 （第4屆省議會）1886年省選 （第5屆省議會） |      | 無黨藉                        | 高域根                                                                        |                  | [ b ] |
| 8  | | 亞歷山大·愛德蒙·巴特臣·戴維 （1847年-1889年） | 1887年4月1日   | 1889年8月1日   | 獲委任 （第5屆省議會） |      | 無黨藉                        | 利魯逸                                                                        |                  | [ b ] |
| 9  | | 約翰·洛遜 （1824年-1892年）                   | 1889年8月2日   | 1892年6月29日  | 獲委任 （第5屆省議會）1890年省選 （第6屆省議會） |      | 無黨藉                        | 新西敏 （1889年-1890年）卡里布 （1890年-1892年）                              |                  | [ b ] |
| 10 | | 狄奧多·戴維 （1852年-1898年）                 | 1892年7月2日   | 1895年3月4日   | 獲委任 （第6屆省議會）1894年省選 （第7屆省議會） |      | 無黨藉                        | 高域根-艾伯尼                                                                 |                  |       |
| 11 | | 約翰·赫伯特·特納 （1834年-1923年）            | 1895年3月4日   | 1898年8月15日  | 獲委任 （第7屆省議會） |      | 無黨藉                        | 域多利市                                                                      |                  |       |
| 12 | | 查爾斯·奧古斯都·塞姆林 （1836年-1927年）      | 1898年8月15日  | 1900年2月28日  | 1898年省選 （第8屆省議會） |      | 無黨藉                        | 耶魯西                                                                        |                  |       |
| 13 | | 約瑟夫·馬丁 （1852年-1923年）                 | 1900年2月28日  | 1900年6月15日  | 獲委任 （第8屆省議會） |      | 無黨藉                        | 溫哥華市                                                                      |                  | [ d ] |
| 14 | | 占士·登斯梅 （1851年-1920年）                 | 1900年6月15日  | 1902年11月21日 | 1900年省選 （第9屆省議會） |      | 無黨藉                        | 南乃磨                                                                        |                  |       |
| 15 | | 愛德華·高勒·派亞 （1853年-1920年）            | 1902年11月21日 | 1903年6月1日   | 獲委任 （第9屆省議會） |      | 無黨藉                        | 域多利市                                                                      |                  |       |
| 16 | | 李察·麥拜特 （1870年-1917年）                 | 1903年6月1日   | 1915年12月15日 | 獲委任 （第9屆省議會）1903年省選 （第10屆省議會）1907年省選 （第11屆省議會）1909年省選 （第12屆省議會）1912年省選 （第13屆省議會）                                                            |      | 保守黨 （1903年上任黨領）     | 西敏-杜特尼 （1903年）杜特尼 （1903年-1907年）域多利市 （1907年-1915年）      | 麥拜特內閣       |       |
| 16 | 麥拜特領導了卑詩省首個政黨政府。第一次世界大戰期間，省政府購買並擁有兩艘潛艇，以保衛該省免受德軍威脅； 1914年8月，聯邦政府命令迅速將其移交給加拿大皇家海軍。省內首家大學卑詩大學亦在麥拜特任內成立。 | 李察·麥拜特 （1870年-1917年）                 |                |                | |      |                               |                                                                               |                  |       |
| 17 | | 威廉·約翰·鮑澤 （1867年-1933年）              | 1915年12月15日 | 1916年11月23日 | 獲委任 （第13屆省議會） |      | 保守黨 （1915年上任黨領）     | 溫哥華市                                                                      | 鮑澤內閣         |       |
| 18 | | 哈倫·克里·布魯斯特 （1870年-1918年）          | 1916年11月23日 | 1918年3月1日   | 1916年省選 （第14屆省議會） |      | 自由黨 （1912年上任黨領）     | 域多利市                                                                      | 布魯斯特內閣     | [ b ] |
| 18 | 任內開放女性投票權，制定禁酒令並打擊政治腐敗。 | 哈倫·克里·布魯斯特 （1870年-1918年）          |                |                | |      |                               |                                                                               |                  |       |
| 19 | | 約翰·奧利佛 （1856年-1927年）                 | 1918年3月6日   | 1927年8月17日  | 獲委任 （第14屆省議會）1920年省選 （第15屆省議會）1924年省選 （第16屆省議會） |      | 自由黨 （1918年上任黨領）     | 杜特尼 （1918年-1920年）域多利市 （1920年-1924年）奶路臣 （1924年-1927年）    | 奧利佛內閣       | [ b ] |
| 19 | 任內發展奧卡拿根河谷的農產品工業，並試圖說服聯邦政府降低鐵路運輸的運費。 1923年，於溫哥華接待首次訪問加拿大的時任美國總統哈定。 | 約翰·奧利佛 （1856年-1927年）                 |                |                | |      |                               |                                                                               |                  |       |
| 20 | | 約翰·鄧肯·麥連 （1873年-1948年）              | 1927年8月20日  | 1928年8月21日  | 獲委任 （第16屆省議會） |      | 自由黨 （1927年上任黨領）     | 耶魯                                                                          | 麥連內閣         |       |
| 21 | | 西門·菲莎·通美 （1867年-1937年）              | 1928年8月21日  | 1933年11月15日 | 1928年省選 （第17屆省議會） |      | 保守黨 （1926年上任黨領）     | 沙尼治                                                                        | 通美內閣         |       |
| 21 | 在經濟大蕭條期間，通美嘗試採用「以商業原則管理政府事務」，使當時的失業率升至28%，為加拿大各省中最高，並且設立了失業救濟營。當時，《傑德報告》（The Kidd Report）建議政府大幅削減社會服務，因而引致保守黨內部分裂，並決定在1933年省選中不派出任何候選人。支持通美的各選區組織則派出候選人以「統一黨」名義參選，而前省長鮑澤的支持者則以無黨派身份參選，其他保守黨候選人則以獨立保守派名義參選。最終，保守黨幾近全軍覆沒，只有兩名候選人成功當選，而通美自己也連任失敗。 | 西門·菲莎·通美 （1867年-1937年）              |                |                | |      |                               |                                                                               |                  |       |
| 22 | | 湯瑪士·德芙靈·帕圖洛 （1873年-1956年）        | 1933年11月15日 | 1941年12月9日  | 1933年省選 （第18屆省議會）1937年省選 （第19屆省議會）1941年省選 （第20屆省議會） |      | 自由黨 （1929年上任黨領）     | 魯拔王子港                                                                    | 帕圖洛內閣       |       |
| 22 | 在大蕭條期間，帕圖洛試圖向失業者提供政府服務和救濟。1937年省選中以「社會化資本主義」的口號成功連任。在1941年省選中，因為自由黨無法贏取多數議席，帕圖洛因不願意與保守黨合組聯合政府以避免合作社聯邦聯合會上台執政，而被罷免其黨領職務。 | 湯瑪士·德芙靈·帕圖洛 （1873年-1956年）        |                |                | |      |                               |                                                                               |                  |       |
| 23 | | 約翰·赫特 （1879年-1957年）                   | 1941年12月9日  | 1947年12月29日 | 獲委任 （第20屆省議會）1945年省選 （第21屆省議會） |      | 自由黨 （1941年上任黨領）     | 域多利市                                                                      | 赫特內閣         | [ i ] |
| 23 | 任內實施了農村電氣化、水力發電和公路建設計劃，建造卑詩省97號公路以通往北部地區，並且重啟了布里奇河發電項目，開創了卑詩省水力發電的先河。他也設立了卑詩電力委員會，為沒有私人企業提供電力服務的地區接通電源。 | 約翰·赫特 （1879年-1957年）                   |                |                | |      |                               |                                                                               |                  |       |
| 24 | | 拜倫·英格瑪·約翰遜 （1890年-1964年）          | 1947年12月29日 | 1952年8月1日   | 獲委任 （第21屆省議會）1949年省選 （第22屆省議會） |      | 自由黨 （1947年上任黨領）     | 新西敏                                                                        | 約翰遜內閣       | [ i ] |
| 24 | 在其任內開始徵收3%銷售稅以支持其新引入的強制醫療保險，擴充省內高速公路系統及鐵路系統，並且談判通過《加鋁協議》（Alcan Agreement），促成了康尼大壩的建設。1952年1月，保守黨退出聯合政府並重新組成反對派，約翰遜則繼續領導其自由黨政府，直至於同年之省選中失去執政黨地位。 | 拜倫·英格瑪·約翰遜 （1890年-1964年）          |                |                | |      |                               |                                                                               |                  |       |
| 25 | | W·A·C·本納德 （1900年-1979年）                | 1952年8月1日   | 1972年9月15日  | 1952年省選 （第23屆省議會）1953年省選 （第24屆省議會）1956年省選 （第25屆省議會）1960年省選 （第26屆省議會）1963年省選 （第27屆省議會）1966年省選 （第28屆省議會）1969年省選 （第29屆省議會） |      | 社會信用黨 （1952年上任黨領） | 南奧卡拿根                                                                    | W·A·C·本耐德內閣 |       |
| 25 | 歷來執政最久之省長。在其任內，省內的高速公路及鐵路系統急速擴張，卑詩渡輪、卑詩水電公司及卑詩銀行陸續成立，哥倫比亞河和皮斯河上的水力發電大壩建設項目也相繼落成，域多利大學及西門菲沙大學亦於同期設立。 | W·A·C·本納德 （1900年-1979年）                |                |                | |      |                               |                                                                               |                  |       |
| 26 | | 戴夫·巴雷特 （1930年-2018年）                 | 1972年9月15日  | 1975年12月22日 | 1972年省選 （第30屆省議會） |      | 新民主黨 （1970年上任黨領）   | 高貴林                                                                        |                  |       |
| 26 | 任內進行了福利制度改革，建立勞動關係委員會，並擴大公共部門，改革省議會，引入了答問時段以及立法程序的完整議事記錄。此外巴雷特還引進農業土地儲備（ALR）來保護農地供應，並成立卑詩保險公司來提供公共汽車保險。 | 戴夫·巴雷特 （1930年-2018年）                 |                |                | |      |                               |                                                                               |                  |       |
| 27 | | 比爾·本納德 （1932年-2015年）                 | 1975年12月22日 | 1986年8月6日   | 1975年省選 （第31屆省議會）1979年省選 （第32屆省議會）1983年省選 （第33屆省議會） |      | 社會信用黨 （1973年上任黨領） | 南奧卡拿根 （1975年-1979年）奧卡拿根南 （1979年-1986年）                      | 比爾·本納德內閣  |       |
| 27 | 大幅削減社會服務及教育，並廢除勞動法，因而引起1983年大罷工。任內為配合舉辦1986年世界博覽會，花費逾億加元興建卑詩體育館、溫哥華架空列車及溫哥華會議中心。高貴哈拉公路第一期亦在其任內通車。 | 比爾·本納德 （1932年-2015年）                 |                |                | |      |                               |                                                                               |                  |       |
| 28 | | 溫德心 （1934年-）                            | 1986年8月6日   | 1991年4月2日   | 獲委任 （第33屆省議會）1986年省選 （第34屆省議會） |      | 社會信用黨 （1986年上任黨領） | 列治文                                                                        | 溫德心內閣       |       |
| 28 | 授權五所社區學院授予學士學位（卡里布學院、菲沙河谷學院、昆特侖學院、馬拉斯皮納學院、奧卡拿根學院）。高貴哈拉公路於其任內全線通車。1991年，因奇幻花園遊樂場的利益衝突醜聞被迫下台。 | 溫德心 （1934年-）                            |                |                | |      |                               |                                                                               |                  |       |
| 29 | | 莊思頓 （1935年-）                            | 1991年4月2日   | 1991年11月5日  | 獲委任 （第34屆省議會） |      | 社會信用黨 （1991年上任黨領） | 素里-紐頓                                                                     | 莊思頓內閣       |       |
| 29 | 卑詩省首位女性省長。 | 莊思頓 （1935年-）                            |                |                | |      |                               |                                                                               |                  |       |
| 30 | | 哈葛 （1943年-）                              | 1991年11月5日  | 1996年2月22日  | 1991年省選 （第35屆省議會） |      | 新民主黨 （1987年上任黨領）   | 溫哥華-快樂山                                                                 | 哈葛內閣         |       |
| 30 | 任內進行了社會福利改革。因新民主黨牽涉「泵波拿事件」（Bingogate）引咎辭職。 | 哈葛 （1943年-）                              |                |                | |      |                               |                                                                               |                  |       |
| 31 | | 簡嘉年 （1957年-）                            | 1996年2月22日  | 1999年8月25日  | 獲委任 （第35屆省議會）1996年省選 （第36屆省議會） |      | 新民主黨 （1996年上任黨領）   | 溫哥華-京士威                                                                 | 簡嘉年內閣       |       |
| 31 | 簽署了尼斯迦條約，任內繼續推行社會福利改革。因快速渡輪醜聞及賭場門醜聞辭職下台。 | 簡嘉年 （1957年-）                            |                |                | |      |                               |                                                                               |                  |       |
| 32 | | 苗禮義 （1944年-）                            | 1999年8月25日  | 2000年2月24日  | 獲委任 （第36屆省議會） |      | 新民主黨 （1999年上任黨領）   | 北海岸                                                                        | 苗禮義內閣       |       |
| 33 | | 杜新志 （1947年-）                            | 2000年2月24日  | 2001年6月5日   | 獲委任 （第36屆省議會） |      | 新民主黨 （2000年上任黨領）   | 溫哥華-堅盛頓                                                                 | 杜新志內閣       |       |
| 33 | 任內創立性罪犯名冊。 | 杜新志 （1947年-）                            |                |                | |      |                               |                                                                               |                  |       |
| 34 | | 金寶爾 （1948年-）                            | 2001年6月5日   | 2011年3月14日  | 2001年省選 （第37屆省議會）2005年省選 （第38屆省議會）2009年省選 （第39屆省議會） |      | 自由黨 （1993年上任黨領）     | 溫哥華-灰角                                                                   | 金寶爾內閣       |       |
| 34 | 任內把卑詩鐵路公司私有化，並引入碳稅。帶領卑詩省及溫哥華主辦2010年冬季奧運會，架空列車加拿大線及金穗大橋也於其任內啓用。最終因合併銷售稅風波辭職下台。 | 金寶爾 （1948年-）                            |                |                | |      |                               |                                                                               |                  |       |
| 35 | | 簡蕙芝 （1965年-）                            | 2011年3月14日  | 2017年7月18日  | 獲委任 （第39屆省議會）2013年省選 （第40屆省議會）2017年省選 （第41屆省議會） |      | 自由黨 （2011年上任黨領）     | 溫哥華-灰角 （2011年-2013年）西邊—基隆拿 （2013年-2017年）基隆拿西 （2017年） | 簡蕙芝內閣       |       |
| 35 | 任內把最低工資由時薪$8升至$10.25，加設家庭日為法定假期，並監督門戶計劃及長青延線於其任內完工。2017年在議會通過不信任動議後辭職下野。 | 簡蕙芝 （1965年-）                            |                |                | |      |                               |                                                                               |                  |       |
| 36 | | 賀謹 （1959年-2024年）                        | 2017年7月18日  | 2022年11月18日 | 獲委任 （第41屆省議會）2020年省選 （第42屆省議會） |      | 新民主黨 （2014年上任黨領）   | 蘭福特-彎迪富卡                                                               | 賀謹內閣         | [ j ] |
| 36 | 任內把最低工資由時薪$10.25升至$15.65，並與通脹率掛勾，同時免除醫療保險計劃費用，轉以入息稅填補相關開支。此外，賀謹繼續推動C座水壩的建設。 | 賀謹 （1959年-2024年）                        |                |                | |      |                               |                                                                               |                  |       |
| 37 | | 尹大衛 （1976年-）                            | 2022年11月18日 | 現任           | 獲委任 （第42屆省議會）2024年省選 （第43屆省議會） |      | 新民主黨 （2022年上任黨領）   | 溫哥華-灰角                                                                   | 尹大衛內閣       |       |